# Joachim Clan
Joachim Clan (* 6. oder 10. Oktober 1566 in Hamburg; † 16. Februar 1632 ebenda) war ein deutscher Jurist und Hamburger Bürgermeister.

## Leben
Clan nahm 1586 ein Studium der Rechtswissenschaften an der Universität Wittenberg auf, wendete sich 1566 an die Universität Helmstedt, ging 1593 an die Universität Köln, wo er weitere Disputationen hielt, darauf geht er 1595 an die Universität Leipzig, im darauf folgenden Jahr geht er nach Speier und bezog dann die Universität Basel um am 10. August 1597 den akademischen Grad eines Lizentiaten der Rechtswissenschaften zu erlangen.
Er kehrte daraufhin zurück in seine Geburtsstadt, war am Reichskammergericht in Speier tätig und wurde am 2. Februar 1600 Sekretär des hamburgischen Domkapitels. Ein Jahr später konnte er dem Rat der Stadt Hamburg als Sekretär ab dem 6. März beistehen. 1616 wurde er in den Rat gewählt und vertrat diesen bei Verhandlungen mit dem König von Dänemark, dem Herzog von Holstein, dem Erzbischof von Bremen und anderer damaliger Kleinstaaten. Aufgrund seiner Verdienste erlangte er sich im Rat Ruhm und Ansehen, so dass 1622 zum Bürgermeister der Stadt Hamburg gewählt wurde. Dieses Amt führte er bis zu seinem Tode 1632 aus. Dabei erlangte er besondere Verdienste, indem er nicht nur als geschickter Verhandlungspartner der Stadt fungierte, sondern auch den Seeverkehr regulierte und am Hamburger Stadtrecht 1605 mitarbeitete, das im Verlag von Georg Ludwig Frobenius veröffentlicht wurde.